# Брунов, Борис Сергеевич
Бори́с Серге́евич Бруно́в (10 июня 1922, Тифлис, ССРГ,   ЗСФСР — 1 сентября 1997, Москва, Россия) — советский и российский актёр, конферансье, режиссёр, педагог, профессор, художественный руководитель и директор Московского государственного театра эстрады (1983—1997); народный артист РСФСР (1985).

## Биография
Родился в Тифлисе, в семье обрусевших итальянских цирковых актёров Брунос (в конце XIX века был известен Папи Брунос — акробат, участник цирковых пантомим). Родители Бориса Брунова владели многими жанрами, но преимущественно работали на проволоке (эквилибристы) и как сверхметкие стрелки из ружей.

### Детство
В десять лет впервые вышел на манеж в номере родителей. Со временем освоил многие жанры: жонглирование, акробатику, игру на концертино и ксилофоне. С детских лет цирк привил ему чувство публичности, непринуждённость, раскованность.
Во время службы в армии (Дальний Восток) принимал участие в художественной самодеятельности. Начал вести программу Тихоокеанского ансамбля песни и пляски. В 1948 году после демобилизации — конферансье небольших концертных бригад, монологи, репризы брал из газет и журналов, из репертуара столичных гастролёров.

### Творчество
В 1953 году приехал в Москву, отсутствие своего репертуара помешало с первой попытки поступить в Москонцерт. Но остроумного, обаятельного молодого артиста заметили, Рина Зелёная взяла его под свою опеку. Известный артист эстрады и оперетты Р. Юрьев познакомил Бориса Брунова с молодым публицистом Матвеем Грином. В результате совместной работы в его репертуаре появились первые «положительные» фельетоны «В шесть вечера после работы» и «Будьте как дома» — о Москве и её будущем. Второй как нельзя более соответствовал теме торжественного концерта в Колонном зале Дома Союзов, и молодой конферансье оказался его участником (23 октября 1954 года), а вслед за тем и штатным конферансье Мосэстрады.

### Учёба
В 1971 году окончил Высшие режиссёрские курсы, получив диплом режиссёра эстрады и массовых зрелищ. Быстро завоёвывает ведущее положение.

### Конферансье
В 1950—1970-е годы стал известным конферансье (нередко и постановщиком, ведущим, режиссёром) всевозможных декад, фестивалей, праздников, проводившихся по всей стране. Выступал на Северном Полюсе (1956), в котловане Братской ГЭС, на открытии Кремлёвского Дворца съездов, в Зелёном театре ЦПКиО Москвы, в маленьких сельских клубах и др. Каждая аудитория требовала особой манеры ведения концерта.
Много работавший с ним Матвей Грин отмечал «удивительное, никогда не подводившее Бориса Брунова чутьё на реакцию зрителей». Умел вовремя вставить остроумную реплику, «обыграть» неожиданную ситуацию, рассказать анекдот. Но импровизационный дар и острота реакции — сильнейшие качества Бориса Брунова-конферансье не могли раскрыться в условиях строжайшей цензуры, когда отступление от утверждённого текста грозило серьёзными неприятностями. Со временем его собственные «разговорные» номера стали короче, развёрнутые фельетоны уходили в прошлое, уступая место коротким злободневным репризам, куплетам (авторы Г. Териков, О. Левицкий, А. Цомук, А. Мерлин и др.). Выработал свою манеру исполнения — «проговаривал» куплет, слегка напевал рефрен. Музыкальность, пластичность, чуть старомодное изящество отличали его — «старого куплетиста» (куплеты «Ах, варьете»). В своих шутливых интермедиях использовал синхробуффонаду, фокусы с платочками (сам же их разоблачал), играл на концертино, на ксилофоне.

Памятник на Новодевичьем кладбище Москвы

Один из известных номеров в исполнении Бориса Брунова — «Техника», посвящённый исполнению под фонограмму. Персонаж Брунова — исполнитель — не может попасть в постоянно меняющуюся мелодию и вынужден моментально выкручиваться. Номер завершался фразой «Техника!».

### Театр эстрады
С 1983 по 1997 гг. — художественный руководитель и директор Московского театра эстрады. Член жюри многих Всесоюзных и Всероссийских конкурсов артистов эстрады. Вице-президент Международного союза деятелей эстрадного искусства (МСДЭИ). Член ряда общественных организаций: президиума ЦДРИ, Московского городского фонда мира и др. Под его руководством (часто с непосредственным участием) проходили бенефисы, вечера памяти выдающихся артистов (Р. Зелёной, А. Миронова, В. Ильченко, Л. Утёсова, К. Шульженко и др.).
Активно выдвигал талантливую молодёжь. Помогая советами, в своём конферансе стремился наиболее выгодно подать молодых артистов. С 1976 года преподавал на факультете эстрады ГИТИС (руководитель курса). Художественный вкус, любовь к эстраде и её артистам в лице Бориса Брунова удачно сочетались с талантом организатора.
Отпраздновав 75-летний юбилей, Борис Брунов лёг в московскую больницу на операцию по удалению рака желудка, но скончался 1 сентября 1997 года от сердечного приступа. При вскрытии обнаружилось, что рак был в 4-й стадии.
Похоронен на Новодевичьем кладбище.

## Фильмография
В последние годы жизни снялся в фильме «Возвращение „Броненосца“».

## Награды и звания
- Заслуженный артист РСФСР (1969)
- Народный артист РСФСР (1985)
- Орден Отечественной войны II степени (1985)
- Орден Трудового Красного Знамени
- Орден «Знак Почёта» (14 ноября 1980 года) — за большую работу по подготовке и проведению Игр XXII Олимпиады[3]
- Благодарность Президента Российской Федерации (11 июля 1996 года) — за активное участие в организации и проведении выборной кампании Президента Российской Федерации в 1996 году[4]